# Cnidium dubium
Cnidium dubium là một loài thực vật có hoa trong họ Hoa tán. Loài này được Thell. mô tả khoa học đầu tiên.

## Hình ảnh

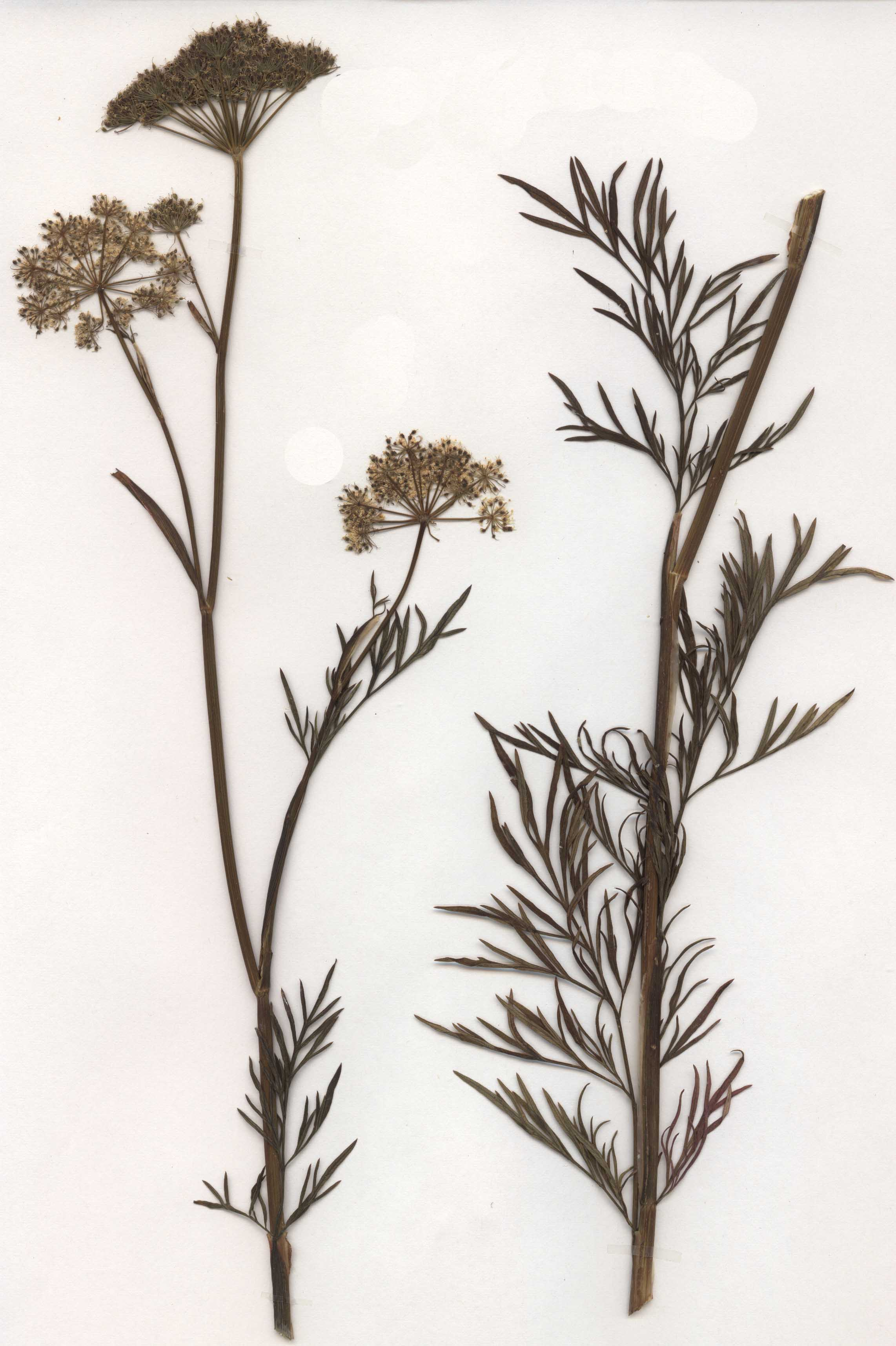
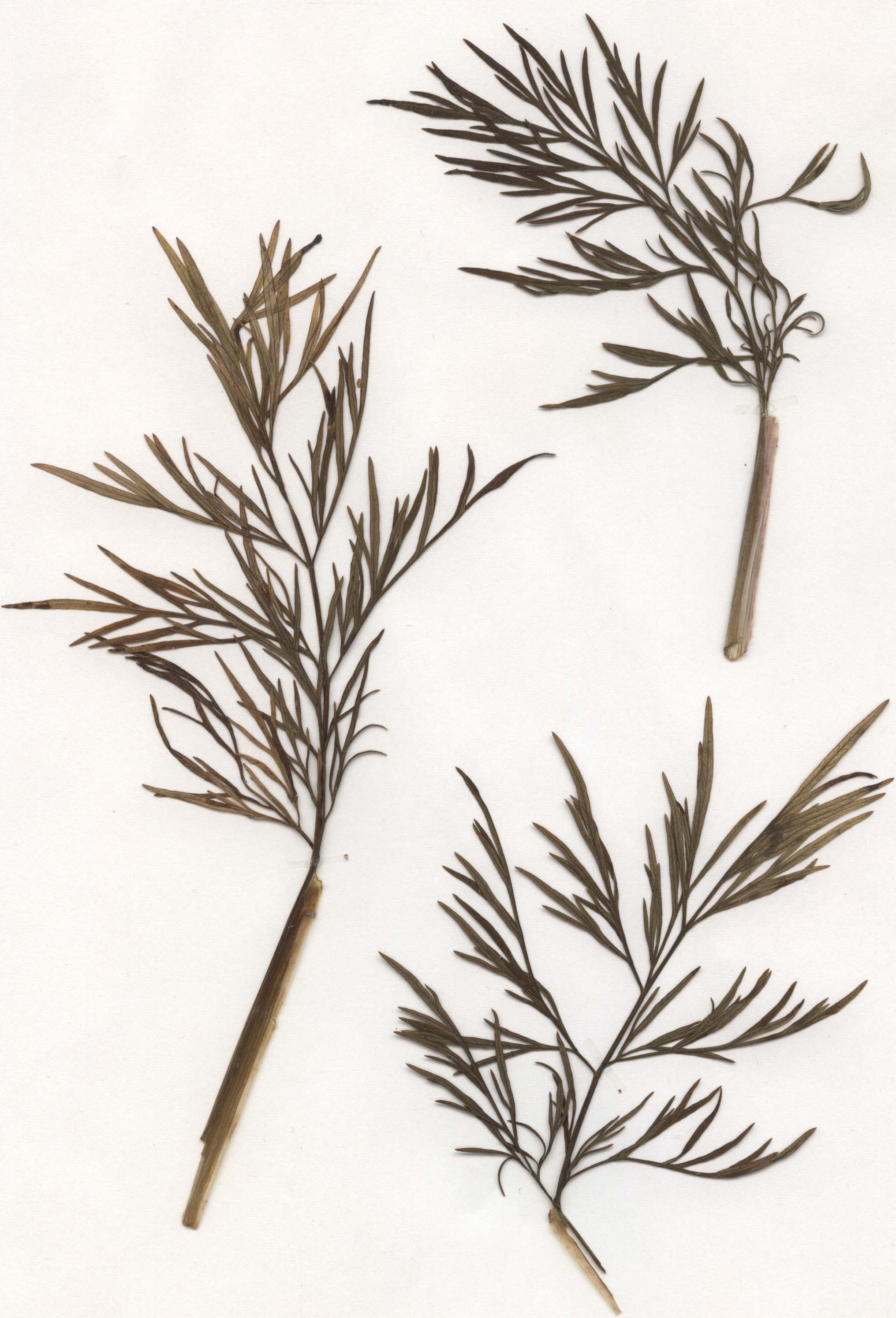